# Контрперенесення
Контрперенесення (зустрічне перенесення), також відоме як «перенесення зворотного зв'язку» — один з захисних механізмів, є центральним поняттям у психоаналізі та психодинамічній психотерапії, яке покращує розуміння менш усвідомлених сторін терапевтичних стосунків: через контрперенесення терапевта пацієнту несвідомо чи свідомо приписують характеристики, наміри, почуття та переконання, які походять із попередніх стосунків терапевта. Так званий негативний контрперенос є вираженням власних невирішених проблем терапевта. Поняття контрпереносу тісно пов'язане з поняттям перенесення, яке описує несвідомий або передсвідомий внесок пацієнта у стосунки зі своїм терапевтом. Поняття описує явище, за допомогою якого терапевт реагує на перенесення пацієнта.
Концепція контрпереносу була введена Зигмундом Фрейдом у 1910 році. Фрейд бачив контрперенос як перешкоду в роботі психоаналітика, оскільки це означає, що він або вона сам ризикує діяти менш терапевтично щодо свого пацієнта.
Контрперенесення по суті таке ж, як і у пацієнта, але в протилежному напрямку: зміст, який пацієнт передає терапевту під час терапевтичного процесу, змушує пацієнта впливати на терапевта — спочатку "неупередженого спостерігача" — що він "спонукає" терапевта, який таким чином «бере на себе» ці фантазії, а отже, приймає «страждання» пацієнта і поділяє його, таким чином переживаючи — разом з ним — його психічний конфлікт.
Це означає, що терапевт свідомо ризикує своїм психічним здоров'ям. Це також означає, що те, що спочатку було для нього «випадковістю», починає займати його, хоча ніякого «особистого» відношення тут немає (принаймні не повинно бути особистим) — йдеться лише про те, що матеріал пацієнта — активоване несвідоме —збирається навколо терапевта. Завдання терапевта зараз полягає в тому, щоб запобігти ситуації «фальшивої близькості» з пацієнтом, ситуації, в якій його (терапевта) інсайт буде розмитий несвідомим змістом, викликаним пацієнтом, —інакше терапія була б неможливою.
Для того, щоб мати можливість запропонувати цілком задовільний психоаналіз/психотерапію, психотерапевт або психоаналітик повинні якомога чіткіше уявляти, що в матеріалі пацієнта можна віднести до власного внутрішнього світу пацієнта, а що можна розглядати як відповідь на нього — власний контрперенос терапевта. Тому власна терапія/аналіз є важливим елементом підготовки майбутніх психотерапевтів і психоаналітиків.
У фрейдистському психоаналізі саме терапевт має керувати динамікою перехідних стосунків; в аналітичній психології обидві сторони цих стосунків більш-менш рівні — це випливає з віри Юнга в те, що можна змусити несвідоме співпрацювати.